# Louis Pace
Louis Pace (24 aprile 1948) è un ex calciatore maltese, di ruolo difensore.

## Carriera

### Nazionale
Ha collezionato cinque presenze con la propria Nazionale.